# Шестоднев

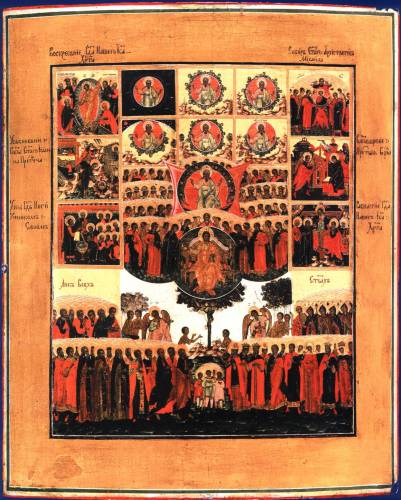
Икона «Шестоднев». Палех, XIX век

Шестодне́в, Гексамерон (от др.-греч. ἕξ «шесть» и ἡμέρα «день»), Беседы на Шестоднев — распространённые в византийской и славянской и других христианских письменных традициях письменности экзегетические произведения религиозно-философского и богословского характера, представляющие собой толкование первых глав книги Бытия, направленные против физических теорий «эллинских мудрецов» и объяснявшие основы мироздания с точки зрения Библии и христианского учения. Состоят, как правило, из шести отдельных трактатов, по числу шести дней творения мира.
Шестодневы созданы известными церковными писателями на рубеже поздней Античности и раннего Средневековья. Представляют собой соединение выработанного классической наукой знания о мире и христианской теории мироздания. В славянской книжности известно несколько переводных с греческого языка Шестодневов.

## Содержание
Комментируя краткий рассказ книги Бытия о сотворении мира, Шестодневы излагают библейскую теорию мироздания, сообщают читателям разнообразные сведения по естествознанию и опровергают языческие теории древних философов, учивших о вещественном начале видимого мира, о стихиях, атомах и др.
В противовес этим учениям составители Шестодневов доказывают, что всё существующее в природе подтверждает сказанное в Библии не только в общем, но и в деталях. 
Главная цель Шестоднева сформулирована в предисловии к нему святого Василия Великого:
к чему приводит геометрия, арифметические способы исследования о толщах и пресловутая астрономия, эта многопопечительная суета, если люди, изучившие эти науки, дошли до заключения, будто видимый мир совечен Творцу Богу, и если то, что ограниченно и имеет вещественное тело, возвели они в одну славу с Естеством непостижимым и невидимым?
Ошибка древних философов, по мнению Василия Великого, заключалась в том, что они не сумели сказать простых слов: «В начале сотворил Бог небо и землю» (Быт. 1:1). Этим предполагалось, с одной стороны, нанести решительный удар Птолемеевой системе, с другой — доказать и показать всемогущество и премудрость Бога, как Творца вселенной, и бесконечную благость Создателя, как Промыслителя о всякой твари. 
Составители стараются вызвать в читателе удивление и восхищение сотворённым и явлениями природы, учат видеть чудесное в обыкновенном — «великую мудрость, скрытую в вещах самых маловажных» (Василий Великий). По мнению составителей Шестоднева,
природа является как бы училищем боговедения и собранием самых назидательных уроков нравственной жизни для человека.
Иронизируя над устремлениями и взаимными противоречиями языческих мудрецов, составители Шестодневов стараются удивление, которое неизбежно вызывает мир и каждое из его явлений, будучи рассмотрены достаточно «умными очами», направить к библейскому рассказу о шести днях творения, чем обращают это удивление в хвалу «Великому чудотворцу и художнику», Творцу мира.
Имеется большое число различных описаний, сведений и наблюдений из области естествознания, иногда расхожих баснословных, иногда точных и остроумных, иногда и весьма поэтичных. Приведены разные теории о форме земли (авторы не сомневаются в её шарообразности и считают языческой ложью учение о плоской или какой-либо другой форме земли), объяснения астрономических и атмосферных явлений, описание устройства колосьев, виноградной лозы, лилии, объяснение происхождения янтаря, классификации пород рыб и пресмыкающихся и др.
Несмотря на то, что Шестодневы объясняют каждое творение с точки зрения современного им естествознания и дают своего рода лекции по натурфилософии, они представляют собой философско-богословские, экзегетические, а не естественнонаучные сочинения. Составители стремятся отделить знание от языческой философии, от тогда ещё живого языческого миропонимания. Так, учение об элементах отделяется от философских поисков «начала всех начал» и платонических представлений о безначальности, бесконечности и ценностной противопоставленности духовно-умственному миру материального мира.

## Шестоднев Василия Великого
Шестоднев святителя Василия Великого считается первым в своём роде. 
Он представляет собой толкование первой части библейской книги Бытия, описывающей сотворение Всевышним мира.
Произведение состоит из одиннадцати свободных по манере изложения бесед:
1. О творении мира вообще. Василий признаёт авторство книги Бытия за Моисеем и критикует эллинских мудрецов, которые отрицали наличие разумной причины и начала у мира. Отсюда делается вывод о неизбежности конца света, за которым последует «вечное пакибытие». Прежде создания сего мира Бог сотворил «мысленный свет» из ангельских сил. Примечательно, что само творение совершается вне времени. Под землёй в Библии понимается все элементы мира сразу, включая огонь, воду и воздух. Некоторые библейские выражения, например, «столпы земли» (Пс. 74:4) Василий трактует аллегорически как силы. При этом он явно придерживается концепции геоцентризма, помещая Землю в центр мира.
2. О первоначальной неустроенной земле, «безвидность» Василий трактует двояко: как отсутствие наблюдателя и как сокрытие под водами. В этой беседе решительно отвергается идея совечности материи Богу. Используя язык Аристотеля Василий подчёркивает, что материя творится вместе с формой вещей и в бесформенном состоянии не существует. Утверждение о предсуществовании тьмы свету он называет «мерзкой ересью манихеев», а «тьма над бездною» по мысли Василия суть просто вода. Зло он трактует не как противную силу или следствие добра, но как отрицание: «каждый да признает себя самого виновником собственного злонравия». Смерть и бедность Василий ко злу не относит, так как они бывают промыслительны. Носившийся над водами дух однозначно трактуется как Святой Дух, причём под словом «носился» имеется в виду аллегория по насиживанию яиц. Дни до сотворения солнца Василий объясняет разливанием и сжиманием света.
3. Твердь Василий мыслит как антитезу «геометрическим телам», утверждая её материальность. При этом твердь названа «небом», отделяющим воды небесные и воды земные. Воды небесные (облака) защищают землю от перегрева со стороны эфира, который родственен огню.
4. О собрании вод в моря Василий говорит в связи с обнаружением суши. Среди морей он упоминает Понт Евксинский, Эгейское море, Ионическое море, Тирренское море и Чермное море.
5. О произведениях земли поднимается тема растений, среди которых попадаются и ядовитые (болиголов), однако Василий отрицает, что не служат некоторому благу: «ничто не сотворено напрасно». Упоминается и опиум, коим «успокаиваются жестокие боли». Виноградник сравнивается в Писании с Церковью и таким образом становится одной из форм выражения Откровения. Сама красота растений призвана служить напоминанием о Творце.
6. О небесных светилах, то есть о солнце, луне и звёздах. Василий полагает, что они служат выражением воли Бога и могут предупреждать людей о готовящихся бедствиях. Например, солнце обратится в кровь (Мф. 24:29). Однако Василий предостерегает от халдейской науки о гороскопах, поскольку зло обнаруживается не в людском произволе, но созданных Творцом звёздах: «где господствуют необходимость и судьба, там не имеет никакого места воздаяние по достоинству».
7. О пресмыкающихся Василий пишет так: «из воды воскипели жабы, мошки и комары». Он подчёркивает. что Бог не творит этих животных непосредственно, но повелевает и они зарождаются в воде. В этой беседе упоминаются раки, рыбы, тюлени, бегемоты и крокодилы. Повеление Бога трактуется как устремление Его воли. Творец посредством опасных животных учит нас бдительности.
8. В беседе о птицах Василий также говорит и о пчёлах. Он удивляется разнообразному поведению крылатых и вновь переходит к рассуждению о небе, под которым понимает твердь или видимый воздух, противопоставленный тонкому эфиру.
9. В беседе о животных Василий критикует крайности аллегорического метода толкования Библии: «я, слыша о траве, траву и разумею». Рассуждая о животных, он вполне допускает теорию самозарождения («угри не иначе образуются, как из тины»). Василий продолжает свою идею о том, что творения созданы Богом для назидания людей («Вол стоек, осёл ленив»). Впоследствии это было обозначено как естественная теология. Рассматривая творение человека Василий обращает внимание, что Бог Отец при этом собеседует с Богом Сыном.
10. О человеке Василий говорит что тот сотворён не как человек, но «по образу Божьему». Однако Бог не имеет ушей, головы и ног, ибо это противоречит его величию, могуществу и бестелесности. Образ Божий заключён в разуме, в «я», в способности обуздывать страсти. Здесь же Василий говорит о «восьмом дне творения», когда над человечеством будет произведён суд.

В основном своём объёме был давно известен в славянской книжности через компиляции. Полностью был переведён на славянский язык только в 1656 году с базельского издания 1551 года. Епифанием Славинецким. В 1665 году напечатан в Москве. Известны рукописные списки с этого издания.
Русский перевод опубликован в 1856 году (цитаты из Библии оставлены на церковнославянском языке), переиздан в Штутгарте, ФРГ, в 1983 году и в Москве в рамках издания творений Отцов церкви Русской православной церковью в 1991 году.

## Шестоднев Севериана Гавальского
Следующим по времени создания Шестодневом, ставший известным славянам, — Севериана, епископа Гавальского (IV — первая треть V века). Оставив свою епархию в Сирии и поселившись в Константинополе, Севериан прославился там своим красноречием и, как и Иоанн Златоуст, тоже был назван Златоустом. Возможно, тождество прозваний этих двух современников-ораторов — причина того, что произведения Севериана, в том числе и Шестоднев, и в греческих и русских списках, а также при отсылках, например, в «Азбуковниках», иногда приписываются Иоанну Златоусту.
Шестоднев Севериана Гевальского состоит из семи слов-бесед — по беседе на каждый день творения. В седьмой беседе, соответствующий седьмому дню, речь идёт о грехопадении. Представляет собой переделку или обработку Шестоднева Василия Великого. Достоинства стиля этого Шестоднева в оригинале уступают достоинствам содержащейся в нём яркой и сильной мысли.
Переведён в Болгарии, возможно, в раннее время, но не исключено также, что только в XIV веке: отрывки из него встречаются в двух сборниках середины XIV века, принадлежавших болгарскому царю Иоанну-Александру; древнейшие полные списки, русские по происхождению, относятся к XV веку. Наиболее распространённый на Руси Шестоднев.

## Шестоднев Георгия Писиды
Несколько особняком от двух предыдущих стоит Шестоднев византийского автора VII века Георгия Писиды, написанный на греческом языке в стихах.
В оригинале произведение носит название «Шестоднев или Миротворение». Состоит из 1910 ямбов. Георгий Писида написал также ряд других ямбических поэм. Популярность Георгия как поэта была такова, что в поздневизантийское время его приравнивали к Еврипиду.
Георгий Писида пишет о мире восхищённо и поэтично: о небе, бесконечном и постоянном в своём движении («стоя же, бегает и, ходя, пребывает»); о земле, которая представляется ему чем-то вроде точки, окружённой бездной; об ангелах, которые, как и небо, «стоаще, летают и, утвержени, текут»; о воздухе, похитить который не могут ни богатый, ни сильный; о солнце, «всепитательном огне», производящем под землёю вечер, а над землёю день; о «малой лунной свеще», сияющей «от огнезарного света солнечнаго»; о четырёх стихиях, четырёх временах года и др. Автор пишет также о человеческом естестве и бытии, о чувствах, о растениях, зверях и птицах. Свои «этюды»-описания он вводит обычно риторическим вопросом: «Кто нашего детороднаго семене, изгнившаго, на угущение костяное съплетаеть? Аще бо не изгниеть и наше семя, яко тело мрътво погребено во чреве, не въплощается на рождение младенец, и на кожу и на жилы не претворяется».
Источники Шестоднев Георгия Писиды включают Священное Писание, труды отцов церкви и знаменитых богословов: Дионисия Ареопагита, Василия Великого, Григория Богослова, Иоанна Златоуста и др., а также античных языческих писателей: Аристотеля, Плутарха, Овидия, Платона, Анакреонта, Плиния, Элиана, Порфирия.
Шестоднев Георгия Писиды переведён «на русский язык» в 1385 году неким Дмитрием Зографом, оставившим приписку к своему переводу. Из этой приписки и известны имя переводчика, дата его работы и то, что он перевёл произведение именно на «русский язык», хотя перевод его не отличается от переводов, сделанных в то время на Балканах. В переводе поэма «премудраго Георгия Писида» получила заглавие «Похвала к Богу о сотворении всеа твари». Написана ритмизованной прозой. Перевод этого Шестоднева стоит в ряду переводов других византийских «естественнонаучных» сочинений, сделанных в то время: «Диоптры» Филиппа Монотропа, выборок из комментариев Галена на Иппократа, под названием «Галиново на Ипократа», диетических и лечебных советов и предписаний и др. Старшие русские списки датируются XV веком. В XVI в. этот Шестоднев был включён в «Великие Четьи-Минеи» архиепископа Новгородского Макария.

## Шестоднев Иоанна Экзарха
Самым значительным из известных в славянской традиции был Шестоднев Иоанна, экзарха Болгарского (вторая половина IX века — первая треть X века), одно из ранних произведений славянской литературы. Иоанн был болгарским писателем и переводчиком следующего за Кириллом и Мефодием поколения.
Шестоднев Иоанна состоит из пролога и шести слов. Представляет собой перевод-компиляцию Шестодневов Василия Великого, Севериана Гавальского, различных сочинений Григория Богослова, Григория Нисского, Иоанна Златоуста, Иоанна Дамаскина, Феодорита Кирского, а также Аристотеля, Парменида, Демокрита, Диогена, Фалеса, Платона и других «эллинских» философов, дополненный самим переводчиком-компилятором.
В прологе автор пишет, что он не сам сочинил эти шесть слов, а заимствовал по смыслу или буквально у разных писателей, главным образом «от Ексамера святого Василиа» (то есть из Гексамерона — Шестоднева Василия Великого); что ему приходилось когда-либо читать, то он и соединил, а недостающее дополнил своими словами, словно бревенчатый дом с мраморным полом, построенный из чужого материала, он покрыл единственно имевшейся в его распоряжении соломой. В прологе и в предисловии к шестому слову, также написанном самим компилятором, выражен основной пафос этого и всех прочих Шестодневов — изумление природой и устройством человека; здесь содержится также описание княжеского двора, предположительно двора болгарского князя Симеона. Этому князю, любителю литературы и покровителю просвещения, Иоанн и посвятил свой Шестоднев. Симеон погиб в 927 году, поэтому, Шестоднев был создан ранее.
Представляет собой рассказ о мире, природе, растениях, животных и человеке, построенный как комментарий к библейскому рассказу книги Бытие о сотворении мира. Шесть частей-слов произведения соответствуют шести дням акта творения. Содержит богатое собрание античных и средневековых «естественнонаучных» сведений и натурфилософских представлений.
Шестоднев Иоанна Экзарха для славян долгое время являлся едва ли не главным источником сведений по естествознанию. Древнейший сохранившийся список — сербский, 1263 года. Старейшие русские списки относятся к XV веку. Однако влияние Шестоднева Иоанна на русскую литературу прослеживается уже начиная с XI века. К нему, в частности, восходят восхищение мирозданием, идеи, что каждый должен быть доволен своим уделом и что леность — мать всякому злу, выраженные в «Поучении» Владимира Мономаха, и художественный метод описания Русской земли в Слове о погибели Русской земли. В XVII веке Шестоднев Иоанна Экзарха использовал в своих сочинениях ценивший его протопоп Аввакум.

## Русские Шестодневы
В русской письменности встречаются и другие, менее значительные компилятивные Шестодневы. Они зависят от названных выше и надписываются разными именами и без всяких указаний на автора.
В XVII веке появляются лицевые Шестодневы русского происхождения. Так, известен Шестоднев особой редакции, составленный неизвестным русским книжником в середине XVII века, с рисунками, вставками из «Христианской топографии» Козьмы Индикоплова, книги Зиновия Отенского, «Азбуковников», старопечатных книг московской печати и прибавлениями относительно русских рек, отсутствующих у Василия Великого. Такой же характер и назначение имеют глоссы на полях в сербской рукописи священника Гепецкого, где географические представления и термины византийских учёных дополняются и применяются к понятиям южных славян.

## Значение
Шестодневы оказали большое влияние на славянскую письменность. Древнейшие из них тесно связаны с первой частью «Толковой палеи», составитель которой заимствует из Шестодневов сведения о физических явлениях и силах человеческой природы: например, «о тверди небесной», «о земле», «о водах воздушных», «о возмущении моря», «о захождении солнечном и о ночи», «чего ради бывает ночь», «о кругах земли и временах года», «о тепле и стуже», «о лунном умалении», «о разных чудовищных рыбах и птицах» и др. Таким образом, Шестодневы давали готовый материал для богословско-символических толкований Палеи и «полемики с иудеем».
Из Шестодневов заимствовали свои сравнения из явлений видимой природы и более поздние южнославянские и русские проповедники, вплоть до позднейшего периода развития русского церковного красноречия.

## Издания
- Шестоднев, составленный Иоанном экзархом Болгарским // Чтения в Обществе истории и древностей российских. — 1879. — Кн. 3;
- Aitzetmüller R. Das Hexaemeron des Exarchen Johannes. Graz, 1958—1975. Vol. 1—7;
- Шляпкин И. А. «Шестоднев» Георгия Пизида в славяно-русском переводе 1385 г. — СПб., 1882 (Памятники древней письменности и искусства, № 32);
- Соболевский А. И. Шестоднев Кирилла Философа // Известия Отделения русского языка и словесности Академии наук. — 1901. — Т. 6. — Вып. 2. — С. 177—202.
- Из «Шестоднева» Иоанна экзарха болгарского / Подготовка текста, перевод и комментарии Г. М. Прохорова // Библиотека литературы Древней Руси / РАН, Институт русской литературы (Пушкинский Дом); Под ред. Д. С. Лихачёва, Л. А. Дмитриева, А. А. Алексеева, Н. В. Понырко. — СПб. : Наука, 1999. — Т. 2 : XI—XII века. — 555 с.